# Ciberocupación

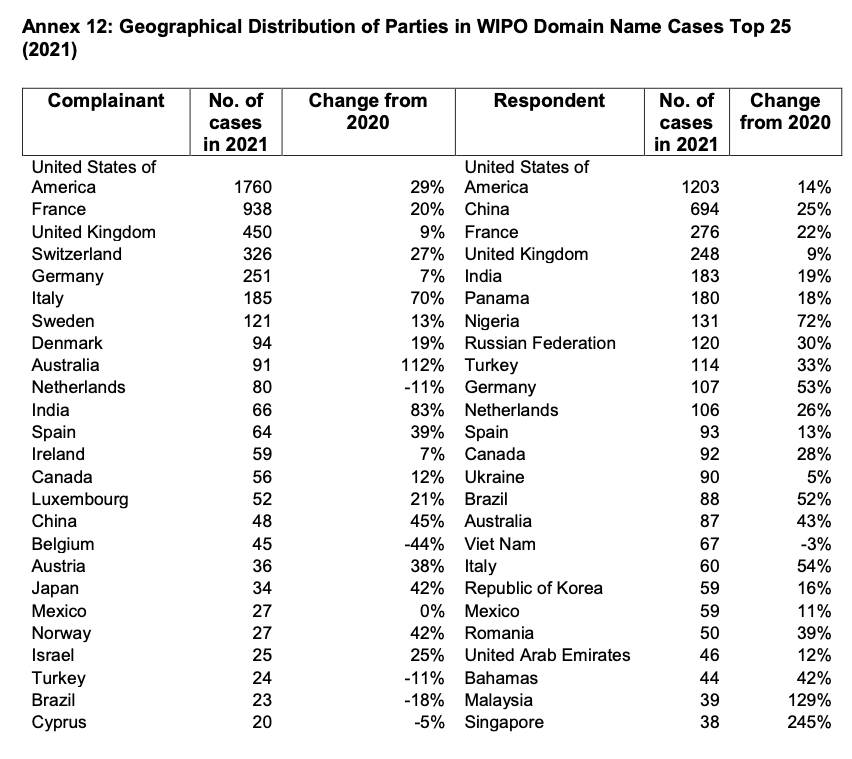
archivo:Distribución geográfica de las partes en los 25 principales casos de nombres de dominio de la OMPI en 2021

La ciberocupación es la acción y efecto de registrar un nombre de dominio, aun sabiendo que otro ostenta mejor título a él, con el propósito de extorsionarlo para que lo compre o bien simplemente para desviar el tráfico web hacia un sitio competidor o de cualquier otra índole.
El combate de la ciberocupación condujo en 1999 a la ICANN a promulgar su Política Uniforme de resolución de controversias de nombre de dominio (conocida también por sus siglas en inglés UDRP), para propiciar la solución de disputas por mecanismos arbitrales con la intervención de entidades acreditadas, entre las cuales destaca la Organización Mundial de la Propiedad Intelectual (OMPI).
El término ha sido objeto de uso abusivo, a punto de ser usado para suprimir nombres de dominio críticos o satíricos respecto de corporaciones o entidades gubernamentales, o para apropiar en beneficio de corporaciones poderosas nombres de dominio legítimamente obtenidos por sus titulares. La UDRP ha sido criticada por muchos especialistas, por tratarse de un fuero privado transnacional que ignora los sistemas judiciales soberanos de los países en que se producen las disputas y por el desequilibrio que se manifiesta entre titulares de nombres de dominios con recursos limitados y grandes corporaciones que en general terminan por obtener los sitios registrados por los primeros, a veces sobre bases sumamente endebles, solo porque pueden afrontar sin problemas los costos del proceso. Es prototípico de estos abusos el caso de Mike Rowe, un programador canadiense titular del dominio mikerowesoft.com, que fue reclamado por la corporación Microsoft alegando homofonía. El caso no llegó a someterse a arbitraje: dada la evidente disparidad de fuerzas para litigar, Rowe terminó por ceder su derecho a Microsoft a cambio de una pequeña compensación.

## Ciberokupa
Un ciberokupa es una persona que se dedica a comprar y reclamar los derechos de determinados dominios de Internet relevantes o buscados por grandes empresas, celebridades emergentes u otros, con el fin de revenderlos a los interesados a un precio desorbitado. Es uno de los fraudes que se hacen en el proceso de registro de dominios.
En ocasiones ocupan estos dominios con páginas web de un contenido poco apropiado, como medida de presión en tal reventa o con otros fines (políticos, ideológicos o de otra índole).
Etimológicamente, proviene del prefijo ciber, tomado de cibernética y utilizado para caracterizar a fenómenos relacionados con la tecnología punta, en especial Internet, y de okupa, ya que se trata de personas que ocupan una propiedad vacía.

## Dominios erróneos
Mediante el Typosquatting, muchos ciberokupas registran también variantes de un nombre de dominio con errores en la tipografía para que cuando el usuario de Internet se equivoque al introducir un dominio, sea redirigido a una página con anuncios, productos de la competencia, contenido ilegal, etc. Un ejemplo de estos dominios erróneos puede ser:
- wikpedia.org
- wkipedia.org
- wikipdia.org

## Parking de dominios
Los ciberokupas suelen redirigir el tráfico de sus dominos a páginas de parking de dominios: páginas con enlaces patrocinados que les generan ingresos por publicidad.

## Casos famosos
En 1994 Gary Kremen creó el dominio sex.com; en realidad, este no obtuvo un uso comercial, ya en aquella época era común que cualquier persona adquiriera un dominio, aunque rara vez se hiciera uso de ellos.
Al año siguiente, Stephen Michael Cohen trató de adquirir el mismo dominio, pero al descubrir que ya estaba asignado, envió a Network Solutions (quien había otorgado el dominio a Kremen) una carta falsificada, en donde explicaba que este había sido despedido de la empresa de informática en que trabajaba, por lo que había cedido la titularidad del sitio. Hasta la fecha, Cohen ha facturado 100 millones de dólares en concepto de publicidad en el sitio.
- El dominio america.com fue subastado por Internet Media Consultants (IMC) sitio web GreatDomains.com; su comprador fue America Online.
- El dominio pizza.com fue vendido a Pizza Hut en febrero de 2008 por una cantidad no especificada.

## Jurisprudencia

### España
En relación con la ciberocupación, el Tribunal Supremo español emitió la primera sentencia sobre esta práctica poniéndolo en relación con el delito de apropiación indebida (STS 358/2022, de 7 de abril). Un hecho sin precedentes que asentaba el encaje jurídico de este delito informático en la jurisprudencia española.
El caso gira en torno a cuatro miembros de la asociación religiosa Alfa Educación para una Salud Integral. Estos crearon una página web (el dominio de internet de la cual era www.alfatelevision.org) y abrieron una cuenta bancaria y de PayPal para las donaciones que se realizaran a la asociación.
Un tiempo después, se produjeron ciertos desacuerdos entre los miembros de la asociación y los cuatro acusados abrieron una nueva página web, cambiaron el dominio de internet y modificaron la contraseña de las cuentas, con lo cual redireccionaron todas las donaciones de los seguidores. Más tarde, la Junta cesó a los cuatro miembros
La secretaría general de la asociación denunció a los cuatro miembros por un delito de apropiación indebida y fueron condenados por la Audiencia Provincial de Guadalajara entendiendo que el dominio de internet era un activo de la asociación.
Esta resolución fue recurrida ante el Tribunal Supremo mediante recurso de casación, el cual fue estimado por parte de la Sala. Finalmente, el alto tribunal absolvió a los cuatro acusados entendiendo que los hechos probados no encajan en el delito de apropiación indebida. En este sentido, destaca que hay elementos que no concurrieron en este caso y que las acciones llevadas a cabo por estos individuos (creación de otro dominio, cambio de contraseñas…) se produjeron con anterioridad a su cese y que, por tanto, estaban en disposición de realizarlo.
Asimismo, la sentencia refleja casos en los que la ciberocupación podría presentar relevancia penal. En primer lugar, si la conducta buscara perjudicar los derechos de una marca, podría ser constitutivo de un delito contra la propiedad industrial o intelectual. En segundo lugar, si la pretensión fuera utilizar el nombre del dominio de forma engañosa para provocar un error en el desplazamiento patrimonial, podríamos estar frente a un delito de estafa. Por último, si la ciberocupación se utilizara para atacar a un nombre de dominio, estaríamos frente a un delito de sabotaje informático.